# Hallesche Straße 11 (Neutz)

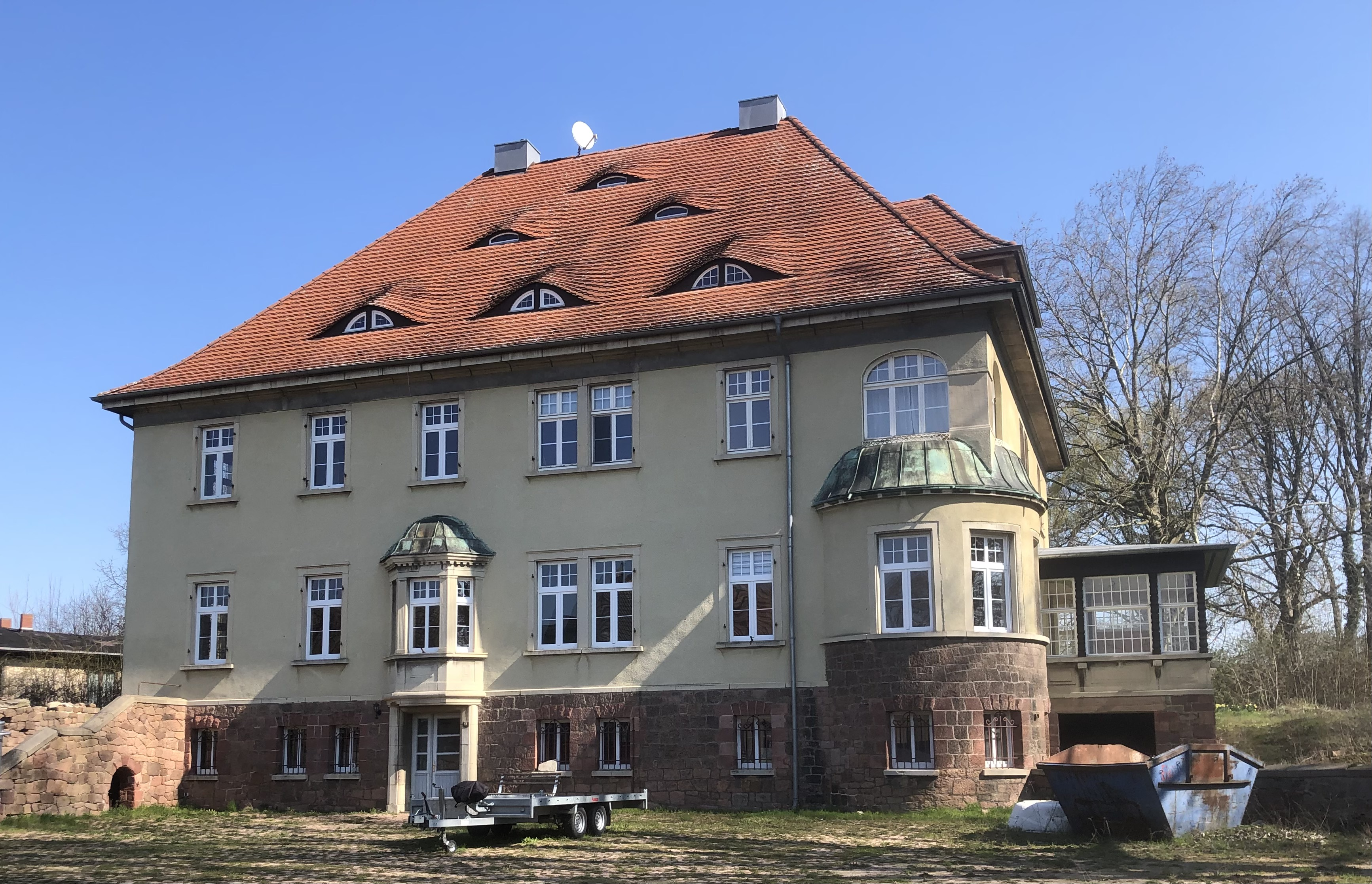
Villa Hallesche Straße 11 im Jahr 2023

Das Gebäude Alte Hallesche Straße 11 ist eine denkmalgeschützte Villa im Ortsteil Neutz in der Stadt Wettin-Löbejün in Sachsen-Anhalt.
Die Villa befindet sich am östlichen Ortsrand von Neutz, südlich der Halleschen Straße.
Der Bau entstand in der Zeit um das Jahr 1910. Die Fassade ist durch verschiedene Fensterformate sowie Erker gegliedert. Bedeckt ist das markante Gebäude von einem großen steilen Walmdach, auf dem sich viele Gaupen befinden.
Im Denkmalverzeichnis des Landes Sachsen-Anhalt ist die Villa unter der Erfassungsnummer 094 55018 als Baudenkmal verzeichnet.